# Campnosperma gummiferum
Campnosperma gummiferum là một loài thực vật có hoa trong họ Đào lộn hột. Loài này được (Benth.) Marchand mô tả khoa học đầu tiên năm 1869.